# Abyssomyces
Abyssomyces — монотиповий рід грибів. Назва вперше опублікована 1970 року.

## Класифікація
До роду Abyssomyces відносять 1 вид:
- Abyssomyces hydrozoicus.

## Поширення та середовище існування
Знайдений на гідроризі та гідрокаулюсі гідроїдних в Антарктиді.